# 16. generalno poveljstvo (Avstro-Ogrska)
16. generalno poveljstvo (izvirno nemško 16. Generalkommando) je bil štab v moči korpusa avstro-ogrske kopenske vojske, ki je bil aktiven med prvo svetovno vojno.

## Zgodovina
Poveljstvo je delovalo med junijem in novembrom 1918, ko je bilo ukinjeno s propadom države.

## Poveljstvo
Poveljniki (Kommandanten)
- Johann von Salis-Seewis: junij - november 1918

Načelniki štaba (Stabchefs)
- Maximilian von Pitreich: junij - november 1918